# Kirdi

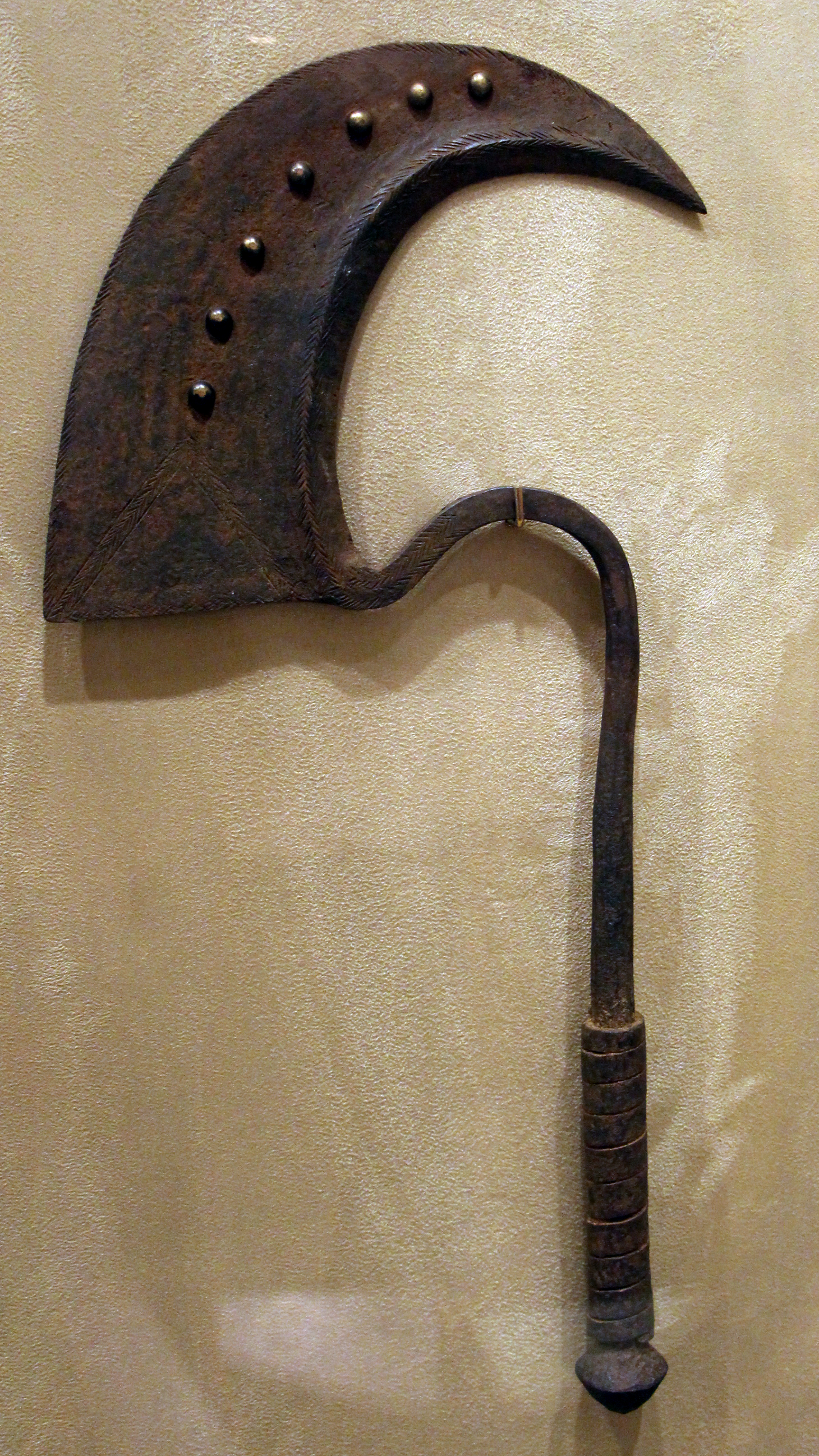
Objet d'apparat Kirdi

Les Kirdi sont un groupe d'ethnies du nord du Cameroun et du sud du Tchad, ainsi appelés péjorativement par les populations islamisées (Peuls et Mandaras) puis par les colons occidentaux.

## Origine du nom et localisation
Kirdi est un nom issu de la déformation locale du nom « Kurdes » qui désigne de façon péjorative les « païens » par opposition aux fidèles de l'islam. Dans les montagnes du Cameroun depuis la région de Garoua jusqu'à Mora on trouve une grande variété d'ethnies non musulmanes qui depuis 60 ans se convertissent en ordre dispersé à l'islam ou au catholicisme des missionnaires. La principale ethnie, les mafa, pratique une forme de monothéisme teintée d'animisme, avec un dieu créateur unique cohabitant avec des esprits.
La première mention écrite du mot « kirdi » dans la littérature occidentale apparaît dans le récit de voyage du major Denham (1826).

## Ethnies
Une bonne partie de ces ethnies compte à peine 10 000 habitants. Les plus nombreux, les mafas, sont quelques centaines de milliers. Chaque ethnie parle sa propre langue.
Quelques noms : Mofu, Dowayo, Mafa, Kapsiki, Fali, Mada, Moundang, Podokwo, Toupouri, Mouktélé, Ouldémé, Guiziga, Zulgo, Massa.
Ces ethnies cultivent le mil (sorghum) et élèvent des chèvres, moutons et zébus. La culture du mil a lieu sur des champs en terrasse dont les murets sont entretenus ou réparés chaque année. C'est un remarquable travail d'architecture du sol.

## Liens sub-sahéliens, langues
Certains auteurs relient ces populations avec d'autres de la ceinture sub-sahélienne (du Togo à l'Éthiopie) sous le vocable de montagnards paléonégritiques.
Les langues parlées par les peuples kirdis appartiennent au groupe tchadique (Afro-asiatique).
« La définition claire du mot Kirdi est une source toujours vivante de polémique. Les Kotokos, après les Baguirmiens, désignent par ce vocable l’ensemble des populations non musulmanes, sans limite géographique particulière. Les militaires français du Tchad apportent ce terme au Cameroun, où les Peuls disposent déjà d’une variante : Haabe (sing. Kaado). Le champ de ce vocable recouvre cette fois les populations non peules, comme les vingt et six tribus ou ethnies que Jean-Baptiste Baskouda, le chantre de la Kirditude, reconnaît comme telles. Il peut même s’appliquer aux musulmans tels que les Haoussas qui ne partagent pas la même culture que les Peuls. »

## Histoire
Pendant les vingt premières années de son mandat, la France doit notamment s'employer à liquider les rébellions de populations Kirdi dans le nord du Cameroun.

## Philatélie
En 1973, la République unie du Cameroun a émis un timbre de 15 F intitulé « Village Kirdi (Nord-Cameroun) ».